# 奧地利的瑪麗亞·安娜 (1770-1809)
奧地利的瑪麗亞·安娜（德語：Maria Anna von Österreich，1770年4月21日—1809年10月1日），神聖羅馬皇帝利奧波德二世的次女。
瑪麗亞·安娜終生未婚，1809年於澤布拉尼（位於今羅馬尼亞）去世，得年39歲。